# Javier Jiménez Moreno
Javier Jiménez Moreno (Quesada, España, 11 de enero de 1996), más conocido como Javi Jiménez, es un futbolista español que juega como defensa en la Unión Deportiva Ibiza de la Primera Federación.

## Trayectoria
La temporada 2016-17, tras llegar libre del Villarreal C. F., militó en el Atlético Malagueño en Tercera División.
En julio de 2017 firmó por el Club Gimnàstic de Tarragona, para debutar en la temporada 2017-18 en la Segunda División. Tras su paso por Tarragona compitió en la Cultural y Deportiva Leonesa y la U. E. Cornellà.
En la temporada 2020-21 jugó en el Club Deportivo Mirandés. Allí fue entrenado José Alberto López, quien fichó por el Málaga C. F. días antes de su regreso a la entidad el 16 de junio de 2021. Firmó por dos temporadas.
El 2 de julio de 2023, tras haber finalizado su contrato con el Málaga C. F., firmó por la Unión Deportiva Ibiza.

## Clubes
| Club                         | País   | Año       |
| ---------------------------- | ------ | --------- |
| Villarreal C. F. "C"         | España | 2015-2016 |
| Atlético Malagueño           | España | 2016-2017 |
| Club Gimnàstic de Tarragona  | España | 2017-2019 |
| Cultural y Deportiva Leonesa | España | 2019-2019 |
| U. E. Cornellà               | España | 2019-2020 |
| C. D. Mirandés               | España | 2020-2021 |
| Málaga C. F.                 | España | 2021-2023 |
| U. D. Ibiza                  | España | 2023-     |